# Клён крупнолистный
Клён крупноли́стный — листопадное дерево, вид рода Клён семейства Сапиндовые. Ареал естественного распространения захватывает тихоокеанское побережье Северной Америки — от юга Аляски до юга Калифорнии. Также имеются небольшие внутриконтинентальные популяции в Сьерра-Неваде и в центральной части Айдахо.

## Ботаническое описание

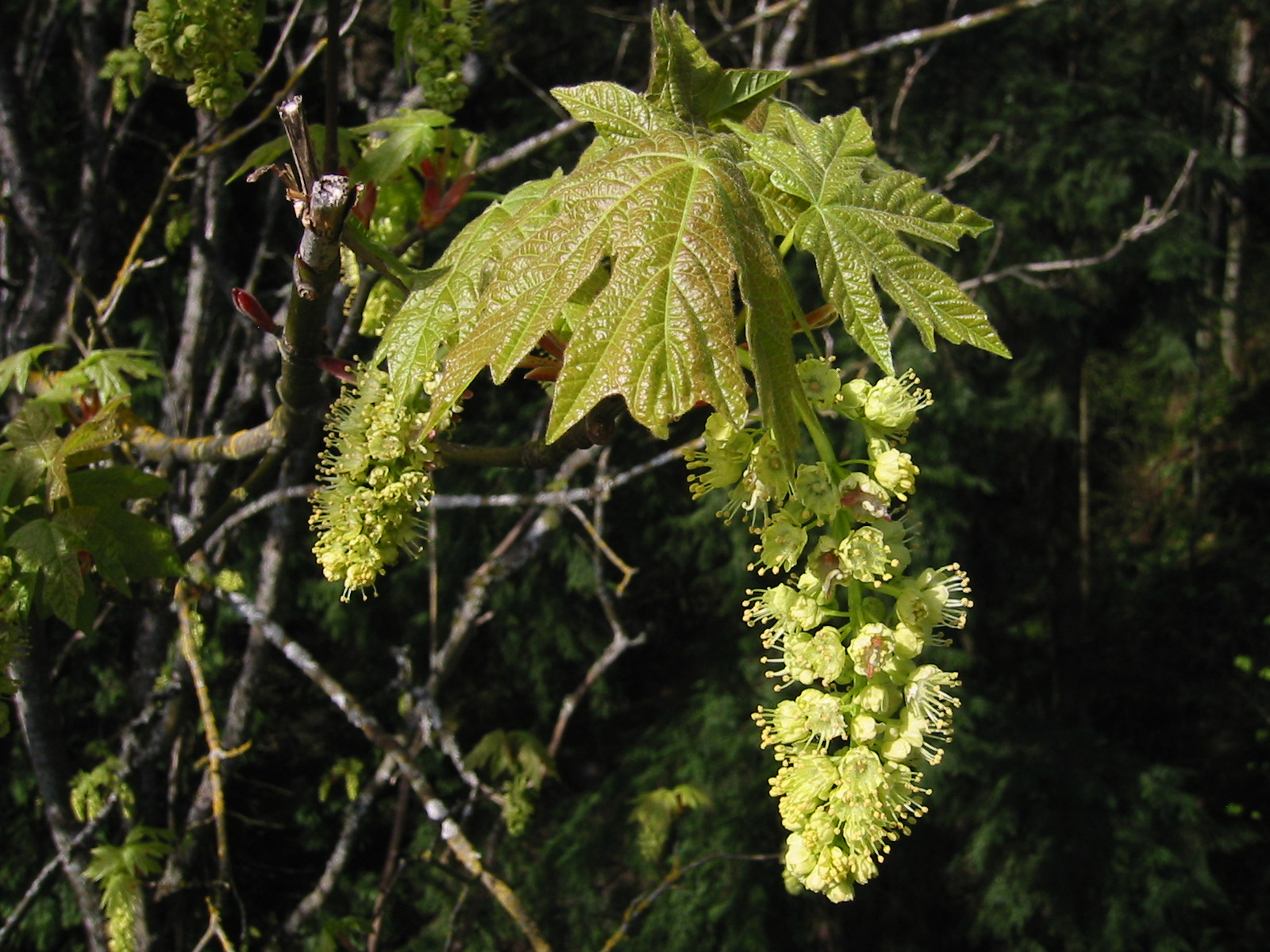
Соцветие клёна крупнолистного

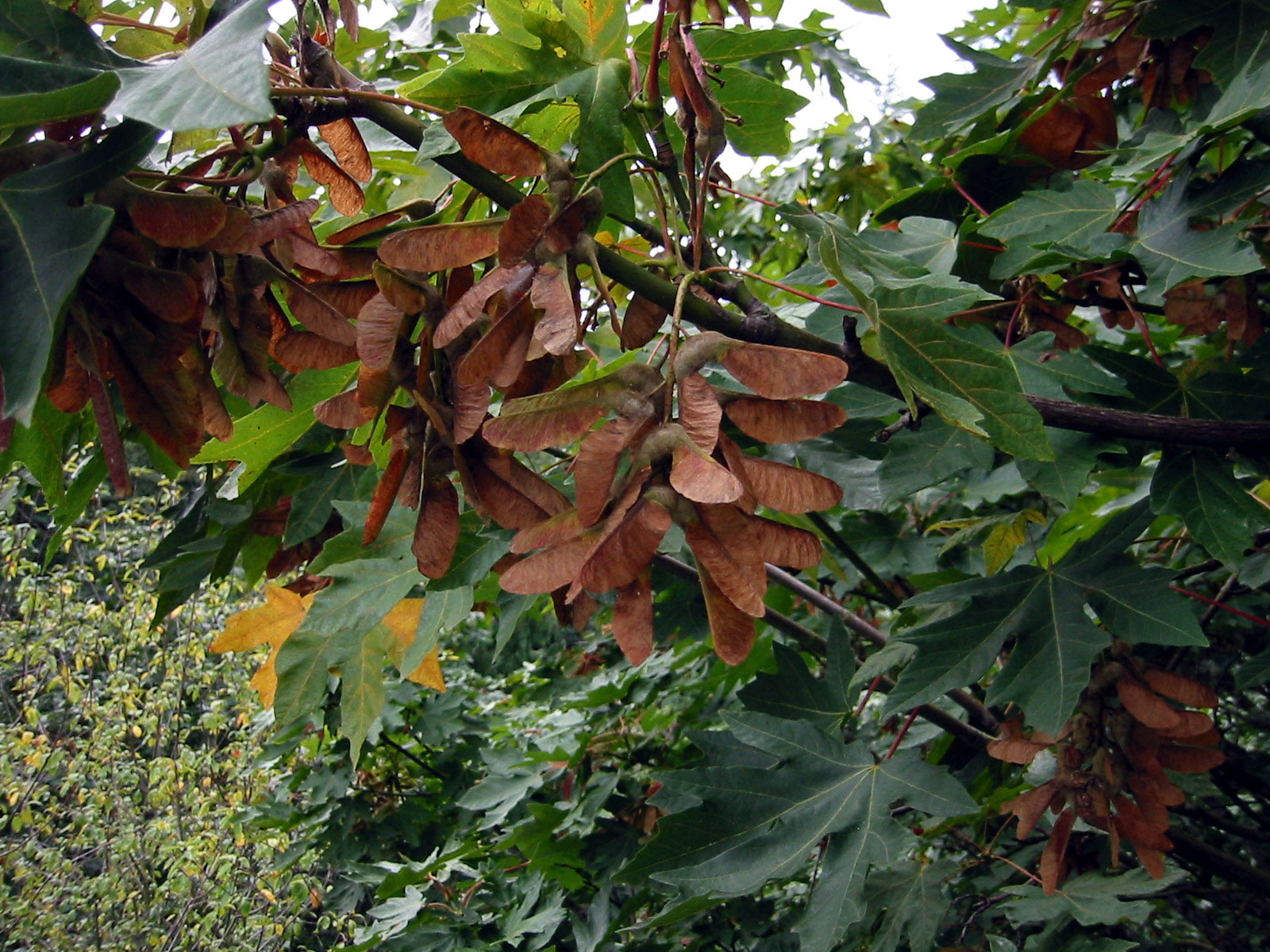
Крылатки

Дерево высотой до 35 м, обычно 15 — 20 м. Кора на ветвях зеленоватая, гладкая, на старых стволах — серовато-коричневая, морщинистая, часто покрыта мхами и лишайниками.
Листья крупные (15 — 30 см), разделённые на 5 глубоко врезанных долей, на черешках 5 −12 см.
Цветки собраны по 30 в поникающие кистевидные соцветия 10 −15 см длиной, зеленовато-жёлтые, с некрупными лепестками. Плоды — крылатки, сросшиеся попарно под острым углом (V-образно). Семя 1-1,5 см в диаметре, крылышко 4-5 см длиной.

## Экология
Клён крупнолистный может формировать чистые насаждения на влажных почвах вдоль рек, но, в основном, он встречается в смешанных приречных лесах или во втором ярусе хвойных, вечнозелёных и дубовых лесов. В прохладной и влажной зоне смешанных лесов в Калифорнии он выступает одним из доминантных видов.
Подрост и посадки клёна крупнолистного сильно объедаются чернохвостыми оленями и лошадьми.

## Использование

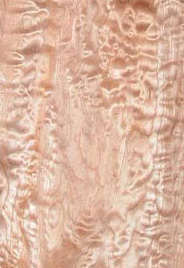
Древесина клёна крупнолистного

Клён крупнолистный — единственный коммерчески значимый вид клёнов на Тихоокеанском побережье США.
Древесина имеет светлую сердцевину красновато-коричневого цвета, с тонкой структурой, умеренно тяжелая, средней твёрдости. Часто структура древесины бывает извилистой. Древесина широко используется для облицовки мебели, в изготовлении музыкальных инструментов, посуды, интерьерных панелей.
Из этого вида клёна также можно получать кленовый сироп. Хотя концентрация сахара в кленовом соке практически такая же что и у клёна сахарного, вкус сиропа отличается. Коммерческие заготовки сока не очень велики. На приготовление 1 л кленового сиропа идёт 35 л сока.
Самое большое дерево крупнолистного клёна зарегистрировано на севере штата Орегон. Оно имеет высоту около 31 м, диаметр кроны около 27 м, диаметр ствола 3,6 м.